# Alessandro La Marmora
Alessandro La Marmora (ur. 27 marca 1799 w Turynie, zm. 7 czerwca 1855 na Krymie) – generał włoski, jedna z czołowych postaci włoskiego Risorgimento, twórca korpusu bersalierów.
Pochodził ze szlacheckiej rodziny Ferrero della Marmora. Był ósmym (z trzynaściorga) dzieci markiza Celestina Ferrero della Marmora, kapitana w pułku stacjonującym w Ivrei, i hrabianki Raffaelli Argentero de Bersezio. Był starszym bratem późniejszego generała i premiera, Alfonsa La Marmory.
Był uczniem uzdolnionym w naukach ścisłych. Idąc śladem ojca zdecydował się na karierę wojskową w armii sardyńskiej króla Karola Feliksa. Zajmował się techniką wojskową i uzbrojeniem. Opracował m.in. nowy typ karabinu, a w dolinach otaczających miasto Biella prowadził studia nad obronnością górskich granic Piemontu. W tym czasie odbył również podróże do Francji, Anglii, Bawarii, Saksonii, Szwajcarii i do Tyrolu, studiując organizację, uzbrojenie i wyposażenie tamtejszych armii. W 1831 r. wysunął pierwszy pomysł stworzenia lekkich, mobilnych oddziałów wojska, mogących działać w trudnych i nietypowych warunkach wojennych. Rozwijając ten projekt, w 1835 r. kapitan La Marmora przedstawił królowi Karolowi Albertowi projekt sformowania pierwszej kompanii bersalierów. Podczas rekonwalescencji, w czasie której leczył ranę odniesioną w 1848 r. w bitwie pod Goito, La Marmora opracował regulamin i instrukcje dla korpusu bersalierów.
W 1854 r. ożenił się z Rosą Raccatagliata, poznaną dwa lata wcześniej w Genui. Jesienią tegoż roku, podczas epidemii cholery w Ligurii, zaangażował się w pomoc chorym i napisał dziełko poświęcone tej chorobie pt. Cholera Morbus. Pomimo osłabienia, 22 marca 1855 r. objął dowództwo drugiej dywizji sardyńskiego korpusu ekspedycyjnego, który pod dowództwem jego brata, Alfonsa La Marmory skierowano na front wojny krymskiej.
Generał Alessandro La Marmora zmarł na cholerę wkrótce po wylądowaniu na czele swych wojsk w Bałakławie. Jego żona pozostała jeszcze przez długi czas na Krymie. Od 1911 r. spoczywają oboje w bazylice San Sebastiano w Biella.